# Nola zostrica
Nola zostrica är en fjärilsart som beskrevs av Turner 1944. Nola zostrica ingår i släktet Nola och familjen trågspinnare. Inga underarter finns listade i Catalogue of Life.